# William of Kilkenny

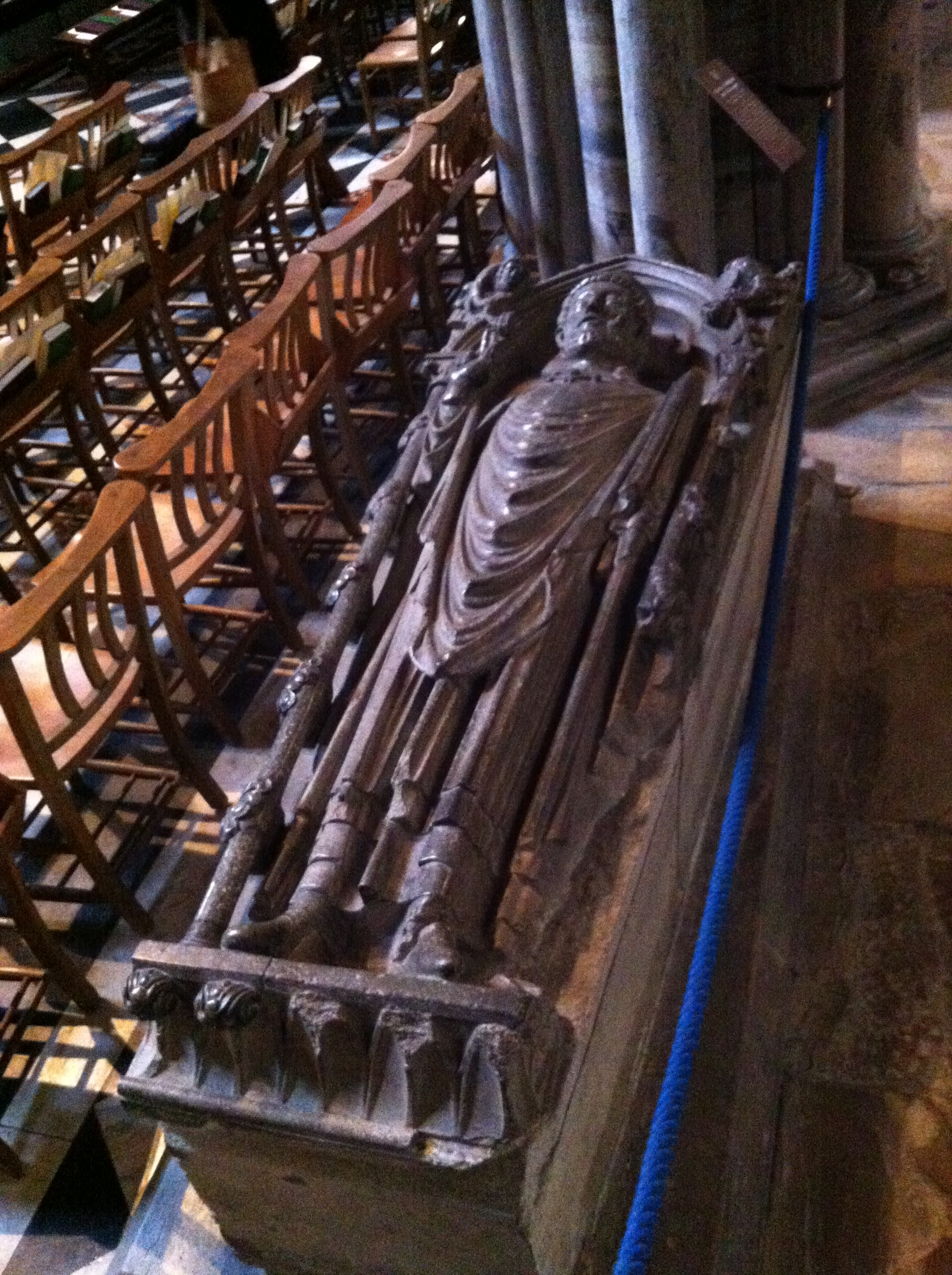
Grabmal von William von Kilkenny in der Kathedrale von Ely

William of Kilkenny († 21. September 1256) war ein englischer Geistlicher. Von 1250 bis 1255 diente er als Keeper of the Great Seal. Ab 1254 war er Bischof von Ely.

## Herkunft und Familie
Die Herkunft von William of Kilkenny ist unbekannt. Er entstammte vermutlich einer englischstämmigen Familie in Irland. Sein Bruder hieß Robert und besaß Grundbesitz in Waterford in Munster. Roberts Sohn Richard wurde 1254 zusammen mit dem englischen Thronfolger Lord Eduard von König Alfons X. von Kastilien zum Ritter geschlagen. Möglicherweise war William mit dem Master William of Kilkenny identisch, der als Kanzler der Kirche von Kilkenny 1231 zum Bischof der irischen Diözese Ossory gewählt wurde. Er verzichtete aber noch vor seiner Weihe 1232 auf das Amt. Ob William mit einem Master Odo of Kilkenny, einem Anwalt des Königs, oder mit Master Henry of Kilkenny, einem Kanoniker in Chichester, verwandt war, kann nicht sicher belegt werden.

## Aufstieg als Beamter des Königs
Mitte 1234 wird William of Kilkenny als königlicher Beamter erwähnt, der bis mindestens 1237 jährlich 60 Mark für seine Dienste bezog. Kilkenny hatte umfassende Kenntnisse im Kanonischen und Römischen Recht und diente König Heinrich III. in einer Vielzahl von Fällen. Von 1234 bis 1235 und erneut 1237 reiste er als Gesandter des Königs zur päpstlichen Kurie. Bei mehreren umstrittenen Bischofswahlen diente er als Vertreter des Königs, vor allem bei der Wahl von Simon of Elmham zum Bischof von Norwich 1236, die bis Simons Rückzug 1239 umstritten blieb. Auch bei Verhandlungen mit Bischof Robert Grosseteste von Lincoln, die wegen eines Streits zwischen den Bürgern von Oxford und der Universität 1236 nötig waren, vertrat er den König. Der König dankte seine Dienste mit der Übergabe der Rechte der Kirchen von Powerstock in Dorset 1235 und Worfield in Shropshire 1236.

## Keeper of the Great Seal
Bereits zu Bischof Richard Poore von Durham hatte Kilkenny gute Kontakte gehabt, und nach 1238 trat er in den Dienst von Nicholas of Farnham, der 1241 Bischof von Durham wurde. Im Mai 1247 reiste er im Dienst des Königs ins Ausland. Im November 1247 wurde er zum Archidiakon von Coventry erhoben. Allerdings erst ab Herbst 1249 war Kilkenny wieder offensichtlich im Dienst des Königs. Vom 30. September 1249 bis mindestens zum 27. Oktober 1252 war er für die Royal Wardrobe zuständig. Dazu diente er ab dem 28. Mai 1250 als Keeper of the Great Seal und übernahm damit die Aufgaben des königlichen Kanzlers, wobei er dieses Amt nie offiziell bekleidete. Als der König von 1253 bis 1254 in der Gascogne weilte, übernahm Kilkenny zusammen mit dem jüngeren Bruder des Königs, Richard von Cornwall eine führende Rolle in der Regierung Englands. Zum Dank erhielt Kilkenny eine Pfründe an der Kathedrale von Chichester sowie die Rechte und Einkünfte der Kirche von Dungervan in der irischen Diözese Lismore. 1252 erhielt er die Kirche von Walton in Lancashire und vor Ende 1253 die Ämter des Rektors von St Peter’s in Northampton sowie des Schatzmeisters des Kathedralkapitels von Exeter. Eine weitere Pfründe hatte er in Dublin erhalten, dazu verwaltete er die königlichen Hospitäler von Ospringe in Kent und in Oxford. Nachdem Papst Innozenz IV. noch 1253 die Verleihung einer weiteren Pfründe an der Londoner St Paul’s Cathedral annulliert hatte, konnte er vor September 1254 eine andere Pfründe an der Kathedrale erhalten.

## Bischof von Ely
Letztlich wurde Kilkenny Ende September oder im Oktober 1254 zum Bischof der Diözese Ely gewählt. Am 25. Dezember 1254   wurden ihm die Temporalien der Diözese übergeben, und am 5. Januar 1255 legte er sein Amt als Keeper of the Great Seal nieder. Da Erzbischof Bonifatius von Canterbury in seine Heimat Savoyen gereist war, reiste Kilkenny ebenfalls dorthin, wo er am 15. August 1255 in Belley von Bonifatius zum Bischof geweiht wurde. Als Bischof konnte Kilkenny einen langwierigen Konflikt mit Ramsey Abbey über die Grenzen ihrer Ländereien in den Fens lösen. Im Juli 1256 reiste er als Gesandter des Königs zusammen mit John de Gatesden zu König Alfons X. von Kastilien. Heinrich III. hatte seinem kastilischen Schwager versprochen, ihn bei einem Kreuzzug nach Afrika zu unterstützen, und Kilkenny sollte König Alfons ausrichten, dass Heinrich III. beim Papst angefragt hatte, ob sein Kreuzzugsgelübde erfüllt sei, wenn er einen Kreuzzug nach Afrika unternehmen würde. Kilkenny starb jedoch während der Reise in Spanien. Sein Herz wurde zur Bestattung nach Ely überführt. In der Kathedrale von Ely erinnert ein Grabdenkmal an ihn. Der Chronist Matthew Paris lobte ihn als bescheidenen und treuen Beamten.